# علامة أدسون

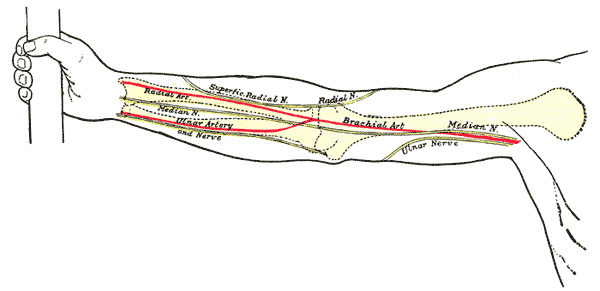
واجهة الطرف العلوي الأيمن الأمامية.

علامة أدسون (بالإنجليزية: Adson's sign)‏ هي فقدان النبض في الشريان الكعبري في الذراع بواسطة تدوير الرأس إلى الجانب المماثل مع عنق ممدود متبوعًا بشهيق عميق. يستخدم في بعض الأحيان كعلامة لمتلازمة مخرج الصدر (بالإنجليزية: Thoracic outlet syndrome)‏. سميت بهذا الاسم نسبة إلى ألفريد واشنطن أدسون.

## القيود والفزيولوجيا المرضية لمتلازمة مخرج الصدر
لم يعد يتم استخدام علامة أدسون كإجراء تشخيصي مؤكد لمتلازمة مخرج الصدر)؛ لأن العديد من الأشخاص بدونها معرضون لنتيجة إيجابية أدسون، هناك القليل من الأدلة على موثوقية الفاحص. قد يكون سبب انسداد مخرج الصدر هو عدد من التشوهات، بما في ذلك الاضطرابات التنكسية أو العظمية، والإصابات التي تصيب العمود الفقري العنقي، والإصابات الليفية العضلية، وتشوهات الأوعية الدموية، وتشنج عضلات الساقين الأمامية، الأعراض ناتجة عن ضغط الضفيرة العضدية والأوعية الدموية تحت الترقوة، وتتكون من شكاوى تتراوح من ألم الذراع الموزع إلى الإحساس بتعب الذراع، وغالبًا ما تتفاقم عن طريق حمل أي شيء في اليد المماثلة أو القيام بالأعمال العامة مثل تنظيف النوافذ.[بحاجة لمصدر]

## الطريقة
- يتم وضع المريض في وضعية الجلوس، مع وضع اليدين على الفخذين.
- يقوم الفاحص بجس النبض الكعبري على الجانب الذي يُراد اختباره.
- يدير المريض رأس اليد على الجانب المماثل المراد اختباره، بينما يقوم الفاحص بإدارة اليد إلى الجانب ويبسط كتف المريض.
- يطلب من المريض أخذ نفس عميق ويحبسه.

يكون الاختبار مؤكد إذا تم الإبلاغ عن الأعراض الجذرية والثانوية لتقلص أو فقدان النبض الكعبري.

## وصلات خارجية
- تطبيق اختبار أدسون.